# Diecezja Amargosy
Diecezja Amargosy (łac. Dioecesis Amargosensis) – diecezja Kościoła rzymskokatolickiego w Brazylii. Należy do metropolii São Salvador da Bahia i wchodzi w skład regionu kościelnego Nordeste III. Została erygowana przez papieża Piusa XII  10 maja 1941. W 1957 utraciła część terytorium na rzecz nowoerygowanej diecezji Vitória da Conquista i ponownie w 1978 na rzecz erygowanej diecezji Jequié.

## Główne świątynie
- Katedra: Katedra Matki Bożej Dobrej Rady w Amargosie

## Biskupi diecezjalni
- Floréncio Cicinho Vieira (1942-1969)
- Alair Vilar Fernandes de Melo (1970-1988)
- João Nílton dos Santos Souza (1988-2015)[1]
- Valdemir Ferreira dos Santos (2016–2021)[2]
- Juraci Gomes de Oliveira (od 2023)[3]